# Elecciones estatales de Oaxaca de 1995
Las Elecciones estatales de Oaxaca de 1995 se llevaron a cabo el domingo 6 de agosto de 1995 y en ellas se renovaron los 41 escaños del Congreso del Estado de Oaxaca. 25 diputados fueron electos por el principio de mayoría relativa y 17 fueron designados mediante representación proporcional para integrar la LVI Legislatura.

## Resultados
|  | 51.54 % |

|  | 23.26 % |

|  | 11.34 % |

|  | 2.75 % |

|  | 2.38 % |

|  | 1.68 % |

|  | 0.94 % |

|  | 6.08 % |

|  | 100 % |